# 메아나사르도
메아나사르도(Meana Sardo) 또는 사르데냐어로는 메아나는 이탈리아의 사르데냐 주 누오로도에 있는 코무네 (지방 자치체)로, 칼리아리에서 북쪽으로 약 80 킬로미터 (50 mi) 떨어져 있고 누오로에서 남서쪽으로 약 45 킬로미터 (28 mi) 떨어져 있다. 2004년 12월 31일 기준으로 인구는 2,028명이며 면적은 73.8 제곱킬로미터 (28.5 mi2)이다.
메아나사르도는 다음 코무네와 접한다: 아리초, 아트차라, 벨비, 라코니, 사무게오.